# Чуприяновка
Чуприяновка — посёлок сельского типа (официальное название — железнодорожная станция «Чуприяновка») в Калининском районе Тверской области.

Население по переписи 2002 года — 1504 человека; 674 мужчины, 830 женщин. Крупнейший населённый пункт в составе Щербининского сельского поселения (центр поселения — деревня Щербинино).
В посёлке — железнодорожная платформа Чуприяновка на линии Москва—Тверь Октябрьской железной дороги (в 13 км от Твери, 154-й км от Москвы).

Расположен по обе стороны железной дороги (есть железнодорожный переезд), в 3 км от автомагистрали «Москва — Санкт-Петербург» (Тверской объездной дороги). Название станции и посёлка от соседней деревни Чуприяново.
В 1997 году — 618 хозяйств, 1606 жителей. Средняя школа, ДК, библиотека.

Предприятия:
- ГП Конезавод «Волжский»;
- ООО «Автотранс»;
- Шиноремонтный завод ПТФ «Экспресс»;
- ЗАО «Чуприяновская ДПМК».

Рядом с вокзалом — братская могила воинов Красной Армии, погибших в боях за освобождение города Калинин (ноябрь-декабрь 1941 года). 

 В 1922 году здесь родился танкист, Герой Советского Союза Виктор Иванович Акимов.

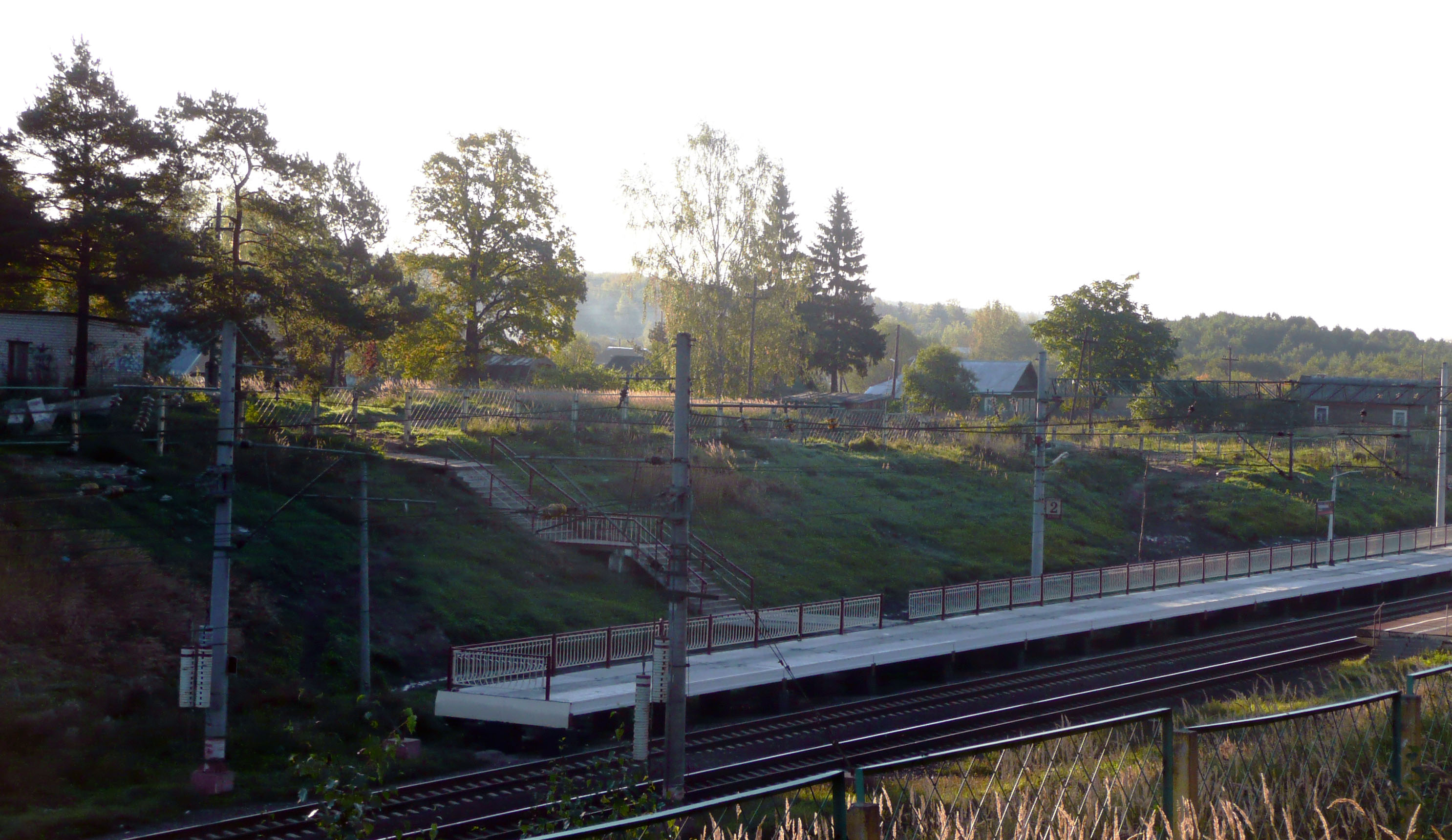

Возвышенность к югу от Чуприяновки (Чуприяновские горы) — традиционное место зимнего отдыха жителей Твери.
После того, как в 2009 году был пущен поезд «Сапсан», посёлок оказался разрезанным железной дорогой из-за длительного закрытия переезда и отсутствия безопасного перехода. Также отменена часть удобных по времени электричек.